# Allen Tate
John Orley Allen Tate (* 19. November 1899 in Winchester, Kentucky; † 9. Februar 1979 in Nashville, Tennessee) war ein US-amerikanischer Schriftsteller, Dichter, Literaturkritiker und Hochschullehrer.

## Leben
Der Sohn eines Geschäftsmanns studierte nach dem Schulbesuch zunächst 1916 bis 1917 am College-Conservatory of Music Cincinnati, ehe er später an der Vanderbilt University ein Studium absolvierte, welches er 1923 beendete. Dort trat er der „The Fugitives“ genannten Dichtergruppe um seinen Professor John Crowe Ransom bei.
Sein literarisches Debüt gab er 1928 mit dem Gedichtband Mr. Pope and Other Poems und erhielt dafür ein Guggenheim-Stipendium. In der Folgezeit veröffentlichte er Biografien von Thomas Jonathan Jackson unter dem Titel Stonewall Jackson: The Good Soldier (1928) sowie von Jefferson Davis mit dem Titel Jefferson Davis: His Rise and Fall (1929), ehe er mit I'll Take My Stand (1930) und Poems: 1928-1931 (1932) zwei weitere Gedichtbände herausgab.
1934 nahm er eine Professur am Southwestern College an und unterrichtete daneben zeitweise auch am Woman’s College der University of North Carolina sowie zwischen 1939 und 1942 an der Princeton University.
Nach den beiden weiteren Gedichtbänden The Mediterranean and Other Poems (1936) und Selected Poems (1937) erschien mit The Fathers (1938) sein erster und einziger Roman.
Tate war von 1943 bis 1944 Berater der Library of Congress für Dichtkunst (Poet Laureate Consultant in Poetry to the Library of Congress).
Nach einer zweijährigen Tätigkeit zwischen 1944 und 1946 als Literaturkritiker von The Sewanee Review Editor veröffentlichte er 1948 einen ersten Band seiner Essays mit dem  Titel On the Limits of Poetry: Selected Essays, 1928-1948 (1948), wodurch er zu einem der führenden Vertreter des New Criticism wurde, sowie den Gedichtband Poems, 1922-1947 (1948).
1951 wurde Tate, der 1950 zum Katholizismus konvertiert war, zum Professor an die University of Minnesota berufen und unterrichtete dort bis 1968.
Im Jahr 1953 erschien mit The Forlorn Demon: Didactic and Critical Essays (1953) eine weitere Sammlung von Essays, ehe er 1957 den Bollingen Prize in Poetry erhielt. 1949 wurde er in die American Academy of Arts and Letters und 1965 in die American Academy of Arts and Sciences gewählt.
Nach Beendigung seiner Lehrtätigkeit an der University of Minnesota erschienen nach der Essaysammlung Essays of Four Decades (1969) noch die beiden Gedichtbände The Swimmers and Other Selected Poems (1971) und Collected Poems (1977).